# アリールシクロヘキシルアミン

フェンシクリジン、原型のアリールシクロヘキシルアミン誘導体。

アリールシクロヘキシルアミンは、アリールシクロヘキサアミン又はアリールシクロヘキサンアミンともいい、医薬品などに用いられる一群の化学物質である。

## 構造
アリールシクロヘキシルアミンは、アリール部分が結合したシクロヘキシルアミン構造で構成されている。アリール基はアミンのジェミナルに位置する。最も単純なケースでは、アリール部分は通常フェニル環であり、場合によっては更に置換されている。
アミンは通常一級ではなく、メチルアミノもしくはエチルアミノなどの第二級アミン、またはピペリジノもしくはピロリジノなどの第三級シクロアルキルアミンである。

なお、第三級シクロアルキルアミンとなっているアリールシクロヘキシルアミンなどは各国で法規制されているので、その合成には事前に許認可などが求められる。

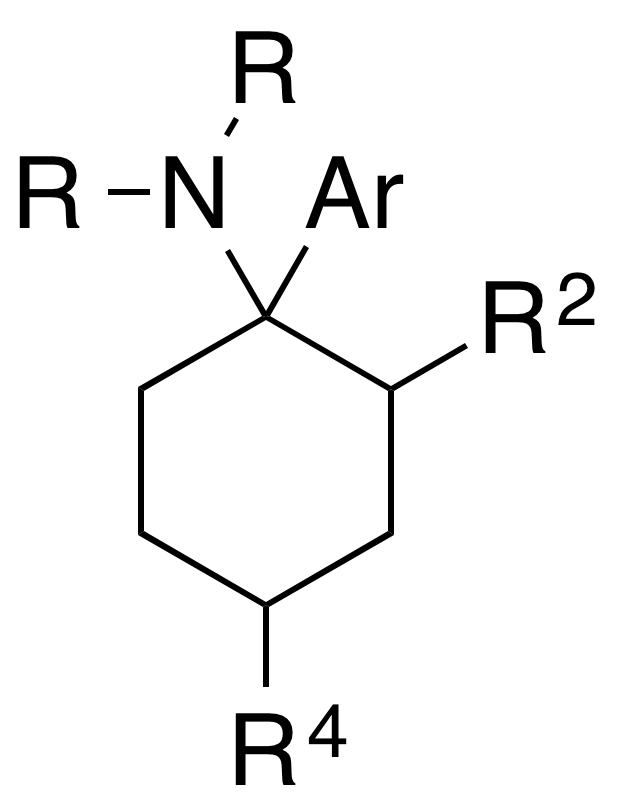
アリールシクロヘキシルアミンの一般構造。Arがアリール基を示す